# Zacatecas (kommun)
Zacatecas är en kommun i Mexiko.   Den ligger i delstaten Zacatecas, i den centrala delen av landet, 500 km nordväst om huvudstaden Mexico City. Antalet invånare är 190 011. Arean är 444 kvadratkilometer.
Terrängen i Zacatecas är huvudsakligen kuperad, men norrut är den platt.
Följande samhällen finns i Zacatecas:
- Zacatecas
- González Ortega
- Picones
- Las Chilitas
- Las Boquillas
- Rancho Nuevo
- La Soledad
- Bracho
- El Molino
- Fraccionamiento Corea